# Мартынова, Анна Федотьевна
А́нна  Федо́тьевна Марты́нова (урождённая ― Шамкова) (1923―????) ― звеньевая семеноводческого колхоза «Красный профинтерн» Севского района Брянской области, Герой Социалистического труда (1948).

## Биография
Анна  Федотьевна Мартынова родилась  в семье крестьянина в 1923 году в селе Бересток Севского уезда Брянской губернии, (ныне – Севского района Брянской области). По национальности русская. 
После окончания трёх классов Берестокской сельской школы она начала трудиться в полеводческой бригаде местного колхоза «Красный профинтерн». В послевоенные годы семеноводческий колхоз взялся за культивацию семян южной конопли. Анне Мартыновой было доверено возглавить комсомольско-молодёжное звено по выращиванию этой незнакомой в этих краях культуры. Дружно взялось за дело её звено. Делали всё, чтобы получить богатый урожай конопли. И урожай выдался на славу.
Звено Анны Матыновой, по итогам работы в 1947 году, получило урожай стебля южной конопли 61 центнер и семян южной конопли – 7,4 центнера с гектара на площади 3,25 гектара. 
2 апреля 1948 года Указом Президиума Верховного Совета СССР за получение высокого урожая южной конопли в 1947 году Анне Федотьевне Мартыновой было присвоено звание Героя Социалистического Труда с вручением Ордена Ленина и Золотой медали «Серп и Молот». 
В 1952 году Мартынова окончила среднею сельскохозяйственную школу в Брянске и получила диплом с квалификацией младшего агронома. После этого она некоторое время работала в колхозе имени Мичурина Севского района. Выйдя замуж, она переехала в село Балыки Почепского района, где работала агрономом в совхозе «Бельковский» Брянской области. 
Награждена Орденом Ленина (2 апреля 1948 года) и медалями.